# My Father My King
A My Father My King a Mogwai egy dala, amelyet 2001. október 23-án adott ki a Rock Action Records kislemez formájában. A számot a Rock Action stúdióalbum kiegészítő darabjának szánták; a borító szerint „két rész higgadtság és egy rész death metal”. Az együttes előszeretettel zárja ezzel koncertjeit; a 20. évfordulós turnéjuk mind a hat állomását ezzel fejezték be. Élőben gyakran kitolják a játékidőt.
Az alkotás teljesen instrumentális; alapja az „Avinu Malkeinu” („Apánk, királyunk”) zsidó imádság, amely gyakran elhangzik a rós hásánán, a jom kippuron és hasonló ünnepségeken. A melódiát a producer Arthur Baker tanította meg a zenekar tagjainak. A 2001 augusztusában zajló felvételeket Steve Albini vezette a londoni Mayfair Studiosban.

## Leírás
A szám egy lágy gitárszólóval kezdődik, amely mellett a háttérben egy második csendül fel. 1:32-nél egy dob, 2:16-nál pedig egy harmadik gitár lép be. A három gitár a negyedik percig erősödik, amikor egy torz gitárjáték kezdődik, melyet 4:35-nél egy második követ. 5:46-ig a gitárok elnyomják a többi hangszert, majd az egyik torz szólam veszi át a főszerepet; ez 6:18-ig tart, amikor csak egy halk gitár, egy basszusgitár és a dobok maradnak. Ezek elhalkulnak, és a 8. percig mindössze az egyetlen gitár hallható.
A nyolcadik perc körül a pengetős hangszer dallamot vált, majd a dal kezdetéhez hasonlóan egy második lép be mellé. Később újra erősödni kezdenek a torz szólamok egészen addig, amíg az eredeti dallamot el nem nyomják. Az előtérben lévő gitárok különböző szólamokat hallatnak, mialatt a hangerő fokozatosan növekszik; ezután a dobok elhalkulnak, a gitárdallamok pedig a 17. percig hallhatóak. A maradék idő különböző gitárhangokból és háttérbeszédből áll, amelyek a dal végén hirtelen megszakadnak.

## Számlista
Az összes dal szerzője a Mogwai. 
| 1.    | My Father My King | 20:12 |
| 20:12 |                   |       |

| 2. | You Don't Know Jesus (élő)         | 14:10 |
| 3. | New Paths to Helicon, Pt. 1. (élő) | 7:55  |

| 4. | dial:revenge | 3:28 |

## Fogadtatás
A zenekar a számot már megjelenése előtt bemutatta, először egy brüsszeli koncertjükön 1999 májusában. Egy az élő verziót értékelő kritikus szerint „mindössze fehérzaj; az egyszerűsített gitárszólók a basszus után, a háttérbeszéddel szólnak. Később az egész zűrzavarba fordul. Az összhatás a résztvevők mellkasáig hatolt”. A kritikák többsége az élő verzióról szólt. Michael Clarke, a Drowned in Sound kritikusának értékelése alapján „az eddig ki nem adott dalt záródarabnak szánták… A Mogwai mindenkit elkápráztatott, amikor a kísérőakkordokat játszották”. Ő 10 pontot adott, majd hozzátette: „Nincs ének. Néha a szavak nem tudják leírni, mennyire jó egy dal”.
Christopher F. Schiel, a Pitchfork Media kritikusa szerint a dal nem méltó kiegészítése a Rock Actionnek, mert hiányzik belőle a dinamika. Az Allmusic szerint a dal „experimentális, művészi hangulatú, ahogy az a Mogwaitól megszokott” és „erős mű egy olyan személytől, Steve Albinitől, akitől ezt megszokhattuk”. A PopMatters viszont nem volt elégedett a minőséggel: szerintük a dal „olyan, mint egy koncertfelvétel, és mellőzi a kreativitást és mélységet”, illetve szerintük egy melankolikus próbadarab.

## Közreműködők

### Mogwai
- Stuart Braithwaite, Barry Burns, John Cummings – gitár
- Dominic Aitchison – basszusgitár
- Martin Bulloch – dob
- Luke Sutherland – hegedű

### Más zenészek
- Caroline Barber – cselló

### Gyártás
- Arthur Baker – producer
- Steve Albini – hangmérnök, keverés

## Fordítás
Ez a szócikk részben vagy egészben  a   My Father My King című angol Wikipédia-szócikk ezen változatának fordításán alapul.  Az eredeti cikk szerkesztőit annak laptörténete sorolja fel. Ez a jelzés csupán a megfogalmazás eredetét és a szerzői jogokat jelzi, nem szolgál a cikkben szereplő információk forrásmegjelöléseként.